# Рупия Банда
Рупия Бвезани Банда (на английски: Rupiah Bwezani Banda) е замбийски политик, президент на Замбия в периода 2 ноември 2008 до 23 септември 2011 година.
Бил е външен министър и държавен министър по мините. Представлява страната като дипломат в чужбина: постоянен представител в ООН, посланик в САЩ и ОАЕ.
Той е вицепрезидент на страната от октомври 2006 година. След като президентът Леви Мванаваса получава инсулт, от 29 юни 2008 година Банда е изпълняващ длъжността президент на страната.
На 1 ноември 2008 г. побеждава на президентските избори, набирайки 40,1% от гласовете. За неговия основен конкурент лидера на Патриотичния фронт Майкъл Сата гласуват 38,1% от избирателите. На 2 ноември Рупия Банда встъпва в длъжност, на церемония в Лусака.